# Бжезьно (Гожовський повіт)
Бжезьно (пол. Brzeźno, нім. Briesenhorst) — село в Польщі, у гміні Любішин Гожовського повіту Любуського воєводства.
Населення — 312 осіб (2011).

## Демографія
Демографічна структура станом на 31 березня 2011 року:
|          | Загалом | Допрацездатний вік | Працездатний вік | Постпрацездатний вік |
| -------- | ------- | ------------------ | ---------------- | -------------------- |
| Чоловіки | 163     | 33                 | 110              | 20                   |
| Жінки    | 149     | 30                 | 81               | 38                   |
| Разом    | 312     | 63                 | 191              | 58                   |